# Pluto (personaje de Disney)
Pluto es un personaje de ficción que se hizo famoso mediante los cortos de animación de The Walt Disney Company.

## Historia
Pluto generalmente caracteriza al perro de Mickey Mouse, aunque también ha sido la mascota del Pato Donald y de Goofy.
De forma inusual para los personajes creados por Disney para la serie Mickey Mouse, Pluto no está antropomorfizado, tan solo posee un amplio rango de expresiones faciales. En consecuencia, es incapaz de hablar.
Entre sus intereses románticos se encuentran Fifí la Pekinés y Dinah la Perrita Salchicha. Entre sus enemigos se encuentran Butch (un perro bulldog), las ardillas Chip y Dale (Chip y Chop en España), Pete, entre otros personajes, normalmente otros animales.
En el año 1942 se hizo una animación en la que se presentaba al hijo de Pluto, aunque no fue un personaje que se desarrollara mucho más.
En algunas ocasiones se menciona que Pluto fue creado cuando se descubrió el planeta Plutón (de allí su nombre "Pluto", el nombre en inglés de Plutón). Sin embargo, hasta la fecha, esto ha sido confirmado como falso.

## Orígenes
Nació de la búsqueda de atributos para la superestrella: Mickey necesitaba una mascota. Apareció un 18 de agosto de 1930, todavía sin nombre, en el corto de Chain Gang, que tenía a Mickey como protagonista. Entonces era uno de los dos sabuesos de Pete.
A partir de una idea del dibujante, el jefe del departamento de guiones de Disney comenzó a darle dosis de acción. La composición fue tomando forma, y así surgió ese perro que es una precisa referencia de su género. A lo largo de los años, Pluto fue dejando en claro que tiene inscriptos en su carta genética las cualidades perrunas en grado de exasperación.